# Dries Vangoetsenhoven
Dries Vangoetsenhoven (8 juli 1997) is een Belgische zwemmer. Hij is gespecialiseerd in de vlinderslag en vrije slag.

## Belangrijkste prestaties
Vangoetsenhoven nam in 2013 deel aan het Europees Olympisch Jeugdfestival in Utrecht. Daar behaalde hij onder meer de halve finales op de 50m-vrije slag. In 2015 bereikte hij een finaleplaats op de 100m-vlinderslag en de 4x100m-vrije slag. Later datzelfde jaar behaalde hij op de wereldkampioenschappen voor junioren de halve finales op zowel de 50m- als de 100m-vlinderslag.
| Jaar | Olympische Spelen                         | WK langebaan                              | WK kortebaan                              | EK langebaan                              | EK kortebaan                              |
| ---- | ----------------------------------------- | ----------------------------------------- | ----------------------------------------- | ----------------------------------------- | ----------------------------------------- |
| 2017 |                                           | geen deelname                             |                                           |                                           | 7e 4x50m vrije slag 17e 4x50m wisselslag  |
| 2018 |                                           |                                           | geen deelname                             | geen deelname                             |                                           |
| 2019 |                                           | geen deelname                             |                                           |                                           | geen deelname                             |
| 2020 | Geen toernooien vanwege de coronapandemie | Geen toernooien vanwege de coronapandemie | Geen toernooien vanwege de coronapandemie | Geen toernooien vanwege de coronapandemie | Geen toernooien vanwege de coronapandemie |
| 2021 | geen deelname                             |                                           | geen deelname                             | geen deelname                             | geen deelname                             |

## Persoonlijke records
(Per 18 december 2017)

### Langebaan
| afstand          | tijd  | datum       | plaats    |
| ---------------- | ----- | ----------- | --------- |
| 100 m vrije slag | 50,93 | 22 mei 2017 | Antwerpen |
| 100m vlinderslag | 53,04 | 29 mei 2016 | Antwerpen |

### Kortebaan
| afstand          | tijd  | datum            | plaats    |
| ---------------- | ----- | ---------------- | --------- |
| 100m vrije slag  | 49,53 | 12 december 2015 | Edinburgh |
| 100m vlinderslag | 52,73 | 2 augustus 2017  | Moskou    |